# چهل و سومین دوره جوایز هنری بکسانگ
مراسم چهل و سومین دوره جوایز هنری بکسانگ (کره‌ای: 제43회 백상예술대상؛ انگلیسی: 43rd Baeksang Arts Awards) در تئاتر ملی کره، سئول، کره جنوبی برگزار شد. این مراسم توسط آی‌اس پلاس کورپوریشن ارائه شد و از اس‌بی‌اس پخش شد.

## نامزدها و برندگان
فهرست کامل نامزدها و برندگان:
(برندگان در ابتدای فهرست به صورت پررنگ مشخص شده‌اند)

### فیلم
| جایزه بزرگ | جایزه بزرگ |
| --- | --- |
| Tazza: The High Rollers | |
| بهترین فیلم | بهترین کارگردان |
| - میزبان - من یک سایبورگ هستم، ولی مشکلی نیست - Midnight Ballad for Ghost Theater - Radio Star - Tazza: The High Rollers                                                                    | - چوی دونگ هون - Tazza: The High Rollers - به چانگ هو - Road - ای جه یونگ - Dasepo Naughty Girls - هونگ سانگ سو - Woman on the Beach - کیم ته یونگ - روابط خانوادگی                              |
| بهترین بازیگر مرد | بهترین بازیگر زن |
| - ریو سونگ بوم - Bloody Tie - بیون هی بونگ - میزبان - جو این سونگ - یک کارناوال کثیف - چو سونگ وو - Tazza: The High Rollers - گانگ دونگ-وون - پنجشنبه فرمان                                 | - یوم جونگ-آه - The Old Garden - ایم سو-جونگ - من یک سایبورگ هستم، ولی مشکلی نیست - جانگ جین یونگ - Between Love and Hate - کیم هه-سو - Tazza: The High Rollers - نا مون هی - Cruel Winter Blues |
| بهترین بازیگر تازه‌کار مرد | بهترین بازیگر تازه‌کار زن |
| - رین - من یک سایبورگ هستم، ولی مشکلی نیست - جین گو - یک کارناوال کثیف - لی یونگ هون - No Regret - اون جو-وان - The Peter Pan Formula - ریو دوک-هوان - مثل یک باکره                         | - پارک شی-یون - The Fox Family - چوی جونگ یون - Radio Star - چو جا هیون - Bloody Tie - گو آه-سونگ - میزبان - گو هیون-جونگ - Woman on the Beach                                                   |
| بهترین کارگردان تازه‌کار | بهترین فیلم‌نامه |
| - جون که سو - Midnight Ballad for Ghost Theater - چو چانگ هو - The Peter Pan Formula - لی هه جون، لی هه-یونگ - مثل یک باکره - [لی جونگ بوم - Cruel Winter Blues - سون جه گون- My Scary Girl | - لی هه جون، لی هه-یونگ - مثل یک باکره - کیم ته یونگ، سونگ کی یونگ - روابط خانوادگی - سون جه گون - My Scary Girl - ووم شین یون - A Bloody Aria - یوها - یک کارناوال کثیف                         |
| محبوب‌ترین بازیگر مرد | محبوب‌ترین بازیگر زن) |
| - لی جون گی - Fly, Daddy, Fly | - کیم ته-هی - The Restless |

### تلویزیون
| جایزه بزرگ | جایزه بزرگ |
| --- | --- |
| افسانه جومونگ | |
| بهترین درام | بهترین کارگردان |
| - سئول ۱۹۴۵ - Alone in Love - پشت برج سفید - هوانگ جینی - افسانه جومونگ                                                                                            | - آن پان سوک - پشت برج سفید - هان جی سونگ - Alone in Love - کیم چول کیو - هوانگ جینی - لی جو هوان - افسانه جومونگ - یون چانگ بوم - سئول ۱۹۴۵                                           |
| بهترین برنامه آموزشی | بهترین برنامه سرگرمی |
| - Urgent Deploy SOS 24 - Complaint Zero - Love in Asia - Knowledge Channel e - Special Project: The Yellow River                                                   | - Global Talk Show - Infinite Challenge - Shin Dong-yup's Yes! No? - Space Empathy - ضربه عالی توقف‌ناپذیر                                                                              |
| بهترین بازیگر مرد | بهترین بازیگر زن |
| - کیم میونگ-مین - پشت برج سفید - هیون بین - The Snow Queen - لی بوم-سو - Surgeon Bong Dal-hee - ریو سو-یونگ - سئول ۱۹۴۵ - سونگ ایل گوک - افسانه جومونگ             | - سون یه-جین - Alone in Love - ها جی‌وون - هوانگ جینی - هان هه جین - افسانه جومونگ - هان یه سول - همسر یا دردسر - پارک جین هی - Please Come Back, Soon-ae                               |
| بهترین بازیگر تازه‌کار مرد | بهترین بازیگر تازه‌کار زن |
| - پارک هه-جین - Famous Chil Princesses - لی مین کی - Love Truly - لی سون کیون - پشت برج سفید - اوه مان سوک - The Vineyard Man - پارک گون هیونگ - When Spring Comes | - گو آرا - Snow Flower - کو هه سون - Hearts of Nineteen - لی هانا - Alone in Love - پارک شی-یون - When Spring Comes - سونگ جی هیو - افسانه جومونگ                                      |
| بهترین کارگردان تازه‌کار | بهترین فیلم‌نامه |
| - کیم هیونگ شیک - Surgeon Bong Dal-hee - کیم سانگ هو - همسر یا دردسر - پارک مان یونگ - The Vineyard Man - شین یون سوب - My Lovely Fool                             | - جونگ هیونگ سو - افسانه جومونگ - چوی سون شیک - Please Come Back, Soon-ae - هونگ جونگ اون، هونگ می ران - همسر یا دردسر - لی هان هو، جونگ سونگ هی - سئول ۱۹۴۵ - یون سون جو - هوانگ جینی |
| بهترین مجری ورایتی مرد | بهترین مجری ورایتی زن |
| - جونگ جونگ چول - Gag Concert - جونگ جون ها - Infinite Challenge - جو وون سوک - It's a Gag - شین دونگ یوپ - Hey Hey Hey 2 - یون سه یون - Gag Concert               | - کیم می ریو - It's a Gag - هیون یونگ - هپی ساندی - کانگ یو می - Gag Concert - کیم وون هی - Come to Play - پارک بودره - People Looking for a Laugh                                     |
| محبوب‌ترین بازیگر مرد | محبوب‌ترین بازیگر زن |
| - لی بوم-سو - Surgeon Bong Dal-hee | - هان یه سول - Couple or Trouble |